# 葡萄牙衛生部
葡萄牙衛生部（葡萄牙語：Ministério da Saúde）是葡萄牙政府的一個部門，負責國家衛生政策。

## 外部連結
- Site do Ministério da Saúde（葡萄牙語和英語）